# Yamaha YA-1
A Yamaha YA-1, mely a Red Dragonfly becenevet kapta (vörös szitakötő) sok tekintetben átlagos motorkerékpár konstrukció volt, amelyet bevált sémákat másoló, kis, 125 cm3-es kétütemű, egyhengeres motor hajtott. Speciális berúgórendszerrel rendelkezik. A Yamaha konstruktőrei elérték, hogy a "vörös szitakötő" bármilyen váltóállásban indítható legyen, akár kiemelt kuplung mellett is. Számos díjat szerzett meg ez a modell, például a 3. MT. Fuji Ascent Race-t 1955-ben, majd az ultra-könnyű kategóriában győzedelmeskedett a Japán Endurance Világbajnokságok alkalmával.

## Külső hivatkozások
- Yamaha motorkerékpárok